# Стефан Самарджиев
Стефан Самарджиев (роден на 24 февруари 1997 г. в град Дупница, България) е български състезател по таекуондо и притежава черен колан в тази дисциплина. Бронзов медалист от Европейското първенство по таекуондо. Многократен републикански шампион и шампион от международни турнири.

## Биография
Самарджиев е роден на 24 февруари 1997 г. в Дупница. Започва да тренира таекуондо на млада възраст в родния си град и продължава да усъвършенства техниката си и да се състезава в различни събития. 
Става бронзов медалист в четвъртото издание на Европейския шампионат по таекуондо за кадети през 2011 г. в Тбилиси, Грузия, както и неколкократен републикански шампион.

## Успехи
| Резултат         | Година | Състезание                                      | Град      | Категория |
| ---------------- | ------ | ----------------------------------------------- | --------- | --------- |
| 1-во място       | 2014   | Dutch Open                                      | Айндховен | до 63 kg  |
| 2-ро място       | 2013   | Trelleborg Open                                 | Трелебори | до 63 kg  |
| 1-во място</ref> | 2013   | Omega Cup                                       | Белград   | до 63 kg  |
| 3-то място       | 2011   | 4th European Cadet Taekwondo Championships 2011 | Тбилиси   | до 57 kg  |